# Wang Mo
Wang Mo ou Wang Qia, est un peintre chinois du VIIIe siècle, ses dates de naissance et de décès ne sont pas connues, on sait qu'il est actif sous la dynastie Tang pendant l'ère Kaiyuan ou Kaiyuan (713-742).

## Biographie
Peintre dont on ne connaît ni l'origine ni le nom, d'où cette appellation de Wang Mo, ou Wang l'encre, car il pratique la méthode de l'encre éclaboussée (pomo). Sauvage de nature, il erre entre fleuves et lacs, dit-on, peignant des paysages, des pins, des pierres. Une fois ivre, il éclabousse d'encre son rouleau puis le travaille tantôt au pied, tantôt à la main, promenant son pinceau çà et là et suivant la configuration des taches d'encre. Pour faire des montagnes, des nuages et des eaux, sa main agit aussi vite que la création elle-même, signalent encore les textes, et son ingéniosité est comparable à celle d'un dieu, ses peintures n'offrant aucune trace de pinceau. Il est dit qu'il a reçu cette méthode de Zheng Qian.

## Encres et paysages éclaboussés
À ce travail subtil qui associe à la vigueur des lignes le jeu des encres épaisses ou légères, sèches ou mouillées, des indépendants jettent le hasard en défi. À fin du VIIIe ou au tout début du IXe siècles meure un peintre dont l'identité reste incertaine. Son nom de famille est Wang. Il a pour maître un moine de la secte Tiandai, Xiang Rong. D'après Zhu Jingxuan, Wang Mo excelle à « éclabousser l'encre » quand il peint des paysages, des pins et des rochers, des arbres de diverses espèces. Rude et sauvage de nature, il aime le vin. En général, il s'enivre avant de peindre. Une fois ivre, il éclabousse d'encre la soie. Il lui arrive aussi de plonger ses cheveux dans l'encre, puis de les projeter sur la soie. 
Riant ou chantant, il travaille son encre à coups de pied, la frotte avec ses mains, la balaye avec son pinceau : pâle ici, elle est épaisse là. Observant alors la configuration de ces éclaboussures, il fait apparaître des montagnes et des rochers, des nuages et de l'eau. Le vent se lève, la pluie tombe par la magie de son art, sans que jamais la trace de ses taches d'encre subsiste. Quand, après sa mort (805 ?), on soulève son cercueil, on le trouve vide. On pense que le peintre s'est métamorphosé et s'en est allé, comme disparaissent les immortels. Selon la tradition chinoise, peindre consiste essentiellement à dessiner les formes par des lignes tracées au pinceau. Le développement du lavis d'encre peut entraîner certains excès et effacer le trait du pinceau. Dans les paysages de Wang Mo, le lavis noie le coup de pinceau.

## Les jeux de l'encre et les loisirs des lettrés
Le sens du jeu créateur sert le peintre tout autant que le calligraphe. Wang Mo qui fait surgir « montagnes et eaux » du vide éclaboussé d'encre. Pour faire apparaître des montagnes qui soient de vraies montagnes, de l'eau qui soit vraiment de l'eau, il construit des paysages avec des points épais et sombres, ou minces et clairs. le terme dian, point, fait partie du vocabulaire technique des peintres. Posés ici et là sur la surface vide de la soie ou du papier, points et taches créent un milieu instable que travaille le souffle de la vie. Les cimes boisées des monts surgissent des nuages. Parfois, le paysage semble menacé de disparaître, noyé dans l'épaisseur des brumes. L'ensemble est traité au lavis d'encre. Des touches de couleurs interviennent parfois. Le peintre charge ses points avec la couleur: du brun-rouge, du vert, du bleu.
Dans son ouvrage, Zhu Jingxuan place certains peintres lettrés dans une classe « sans entraves » (yipin) parce qu'à son avis, ils ne se conforment à aucune règle établie et que, de ce fait, ils ne peuvent être jugés selon ces règles. L'un d'entre eux, Wang Mo (Wang l'encre), en est un exemple, il ne peint que lorsqu'il est soûl. Il éclabousse, il rit, il chante, il barbouille avec ses mains, à coups de pied... puis il suit les configurations ainsi réalisées pour créer. Les qualités de ce style de peinture tient à la façon directe dont la main répond à la pensée; se fiant purement à son intuition, l'artiste crée des images « avec une adresse digne d'un dieu ».